# Fuga in Egitto (Vassallo)
La Fuga in Egitto è un dipinto del pittore genovese Anton Maria Vassallo datato 1660 circa e conservato a Palazzo Bianco, Genova.

## Storia
Il dipinto entra nelle raccolte civiche genovesi nel 1926 grazie al legato di Enrico Lorenzo Peirano con una dubbia attribuzione a Vassallo confermata alla fine degli anni ottanta.

## Descrizione e stile
L'opera rappresenta la Sacra Famiglia durante la sua fuga verso l'Egitto per sfuggire all'eccidio dei neonati ordinato da Erode. La scena si svolge sulle rive del Giordano o del Nilo: Giuseppe con la mano destra sta porgendo delle monete al barcaiolo. La Vergine, vestita con abito rosso e un mantello blu, osserva la scena tenendo il bambino in braccio. Due angioletti volano sopra di loro, cromaticamente legati alla figura di Maria dal drappo rosso, mentre sullo sfondo si apre un paesaggio crepuscolare. Questa traduzione in chiave quotidiana di un soggetto sacro è dovuta all’influenza dei pittori fiamminghi attivi in quegli stessi anni nel capoluogo ligure.
Il tema dell’attraversamento di un fiume nel repertorio delle diverse iconografie della “Fuga in Egitto” diventa usuale dopo il concilio di Trento, come confermano le opere di ugual soggetto di Nicolas Poussin, Luca Giordano, Giambattista Tiepolo. L’introduzione di questo modello non è legittimata da fonti testuali ma, probabilmente, entra nella tradizione per dare maggior dignità al consueto racconto della Vergine e del Bambino a dorso d'asino. Il dettaglio del copricapo a falde larghe ornato da nastri indossato da Maria si ritrova in altre opere di scuola genovese, come nella Fuga in Egitto di Andrea Ansaldo, oggi conservata a Palazzo Barberini a Roma.